# Ligament radié de la tête de la côte
Les ligaments radiés de la tête de la côte (ou ligaments costo-vertébraux antérieurs ou ligaments vertébro-costaux antérieurs ou ligaments rayonnés des têtes costales) sont des ligaments des articulations de la tête costale.

## Description
Un ligament radié de la tête de la côte s'étend en éventail sur la face antérieure de l'articulation.
Il relie la partie antérieure de la tête de la côte à la face antérieure des corps des deux vertèbres et au disque intervertébral.
Il est constitué de trois faisceaux plats, qui sont attachés à la partie antérieure de la tête de la côte après la surface articulaire :
- le faisceau supérieur monte et est relié au corps de la vertèbre supérieure ;
- le faisceau inférieur descend au corps de la vertèbre inférieure ;
- le faisceau moyen, le plus petit et le moins distinct, est horizontal et s'attache au disque intervertébral.

Dans le cas de la première côte, ce ligament n'est pas divisé en trois faisceaux, mais ses fibres sont rattachées au corps de la dernière vertèbre cervicale, ainsi qu'à celui de la première thoracique.
Dans les articulations des têtes des dixième, onzième et douzième côtes, dont chacune s'articule avec une seule vertèbre, la disposition tri-radiée n'existe pas. Les fibres du ligament sont reliées à la vertèbre du dessus et à la vertèbre avec laquelle la côte s'articule.

## Rapports
Le ligament radié est en relation
- en avant, les ganglions thoraciques du tronc sympathique, la plèvre ;
- du côté droit, avec la veine azygos ;
- en arrière avec le ligament intra-articulaire de la tête de la côte et les membranes synoviales.